# Black Cube
A Black Cube egy 2010-es alapítású izraeli, nagy-britanniai és franciaországi székhelyű magán-hírszerzőcég. Az elsősorban az izraeli titkosszolgálatok veteránjai köréből toborzó cég célja összetett jogi és üzleti ügyekkel kapcsolatos információgyűjtés és ügykezelés. A cég fő erősségei között megnevezi, hogy nemzetközi kapcsolathálóval rendelkező csapata sokféle regionális ismerettel rendelkezik, illetve tevékenysége során modern technológiai eszközöket és rendszereket alkalmaz.
Módszereik törvényessége, illetve tevékenységük politikai következményei miatt olykor kritika éri a céget, melyet neveztek az „üzleti világ Moszad-jaként” is.

## Tevékenysége

### Nevezetes nemzetközi ügyei
A cég egyik fontos tevékenysége, hogy összetett, gyakran nemzetközi peres ügyekben felhasználható bizonyítékokat és tanúkat gyűjt a megbízóinak. Eszközei a nyilvános adatbázisokban való keresés mellett a személyes kapcsolat kialakításával történő információszerzés, azonban a cég állítása szerint az érintett országok törvényeit ezen módszerek alkalmazása közben mindig betartják, tevékenységük pedig nem politikailag motivált.
A Black Cube 2011-től kezdve nyújtott hírszerző szolgáltatásokat Vincent Tchenguiz iráni-brit üzletembernek a brit Csalásellenes Hivatallal szembeni peres ügyeiben, miután az izlandi Kaupthing bank bedőlése után őrizetbe vették. A cég a banki csőddel kapcsolatba hozható hálózatokat kutatta. Az ügyben felkutatott tanúk segítségével 2013-ban elérték, hogy a bíróság jogellenesnek nyilvánítsa a letartóztatást. A hivatalnak végül meg kellett követnie Tchenguizet, és több mint 3 millió font kártérítést kellett fizetnie neki. 2013-ban a Black Cube Nagy-Britanniában perbe fogta Tchenguizt a fizetés elmulasztása és szerződésszegés miatt. Ezt követően Tchenguiz is pert indított Izraelben, mert szerinte a cég számlákat hamisított. Az ügyet végül peren kívüli egyezség zárta le, melynek részletei nem ismertek.
2014-ben Nochi Danker izraeli üzletember vette igénybe a cég szolgáltatásait, hogy akadályozza meg, hogy a IDB Holding Corp. Ltd. Motti Ben Moshe üzletember birtokába jusson. A nyomozásban feltárták, hogy a Ben Moshe tulajdonában álló ExtraEnergy ellen Németországban ekkor eljárás volt folyamatban. Emellett tanúval tudták igazolni, hogy pénzmosással és adócsalással is vádolható.
Az észak-izraeli Kfar Gildai kibuc a Caeserstone céggel szembeni, egy kőbányával kapcsolatos peres ügyei támogatására kérte fel a Balck Cube-ot. A hírszerzőcég embere kerékpártúra közben elegyedett szóba a Caeserstone mérnökével, és a beszélgetést rögzítette. A mérnöktől szerzett információk ellentmondtak a Caeserstone cég által a perben képviselt állásponttal. A hosszú peres eljárás végén a Caesarstone-t több, mint 50 millió sékel kártérítés kifizetésére kötelezték.
2015-ben a TMT szállítmányozócég tulajdonosa, Nobu Su tajvani üzletember peres ügyében egy fellebbezésnél segédkeztek. A perben a brit bíróság azt mondta ki korábban, hogy Su személyesen felelős 37,9 millió dollár értékű károkozásért. A Black Cube felderítő tevékenysége nyomán Su jogi képviselete bebizonyította, hogy a kár kb. 20%-a az addigra megszűnt Slagen Shipping céget érintette, mely viszont megszűnése miatt nem indíthatott keresetet. Ezzel jelentősen mérsékelték a károkozás összértékét, és lehetőség nyílt a fellebbezésre.
A Black Cube közreműködésével 2016-ban fény derült rá, hogy az AmTrust és az olasz Antonio Somma üzletember közötti 2 milliárd euróról szóló büntetőügyek során megvesztegetés és korrupció történt. Somma a hírszerzőcég fedett ügynökének magánbeszélgetés során elárulta, hogy személyesen hatással van a választottbíróság összetételére, továbbá 10%-ot ígért a főbírónak a perben neki ítélt összegből. Az eset nyilvánosságra kerülése után a bírót menesztették, a peres felek egymással pedig jóval alacsonyabb, 60 millió eurós kártalanításban egyeztek meg.
Szintén 2016-ban kérte fel a céget Rami Levy, a Rami Levy Chain Stores Hashikma Marketing izraeli kiskereskedelmi üzlethálózat tulajdonosa, hogy vizsgálódjanak versenytársa, a Victory marketingtevékenysége után. Fényt derítettek rá, hogy a Victory negatív kampányt folytatott, mellyel Levy-nak kárt okozott. A szerzett információkra alapozva Levy pert indított.

### Vitatott tevékenysége
2016-ban Romániában őrizetbe vették a Black Cube két munkatársát kémkedés, adathalászat és kiberbűnözés miatt. A vád szerint a Román Korrupcióellenes Ügyészség vezetője, Laura Codruța Kövesi, és az ő környezetében levők voltak a tevékenységük célpontjai. A két hírszerzőt végül kémkedésért elítélték, de a Black Cube elérte, hogy hazamehessenek Izraelbe. Az eljárás során a Black Cube végig azt hangsúlyozta, hogy a román törvények szerint jártak el, tehát munkatársai elleni vád alaptalan; emellett említést tettek egy, a román felsővezetéssel kötött szerződésről, mely szerint eljártak. Efféle szerződés létét a román kormány és a rendőrség is tagadta.
Egy 2017 novemberében, a The New Yorkerben megjelent cikk alapján nyilvánosságra került, hogy Harvey Weinstein, a zaklatással vádolt amerikai filmproducer a Black Cube ügynökeit bérelte fel az őt vádolókkal, és egyes újságírókkal kapcsolatos információgyűjtésre. A hírszerzőcég munkatársai fedett akciók során nyertek személyes, olykor szexuális előélettel kapcsolatos információt több tucat célpontról. A New York Times és a The New Yorker munkatársaival kapcsolatos információgyűjtés célja az volt, hogy Weinstein zaklatási ügyeivel kapcsolatos, az újságírók által gyűjtött további részletek ne kerüljenek nyilvánosságra.

### Magyarországgal kapcsolatos tevékenysége
2018 áprilisában fény derült rá, hogy egy izraeli magán-hírszerző cég által gyűjtött adatokon alapult a Fidesz bizonyos Magyarországon működő civil szervezetekkel kapcsolatos bírálata, mely a 2018-as országgyűlési választásokon fontos szerepet kapott. A cég által gyűjtött információkat Bayer Zsolt egy, a Magyar Idők hírportálon megjelent cikke közölte, melyben egy beépített oknyomozó újságírójának információira hivatkozott. A fedett akciók többek között a Migration Aid International céget érintették. 
A Migration Aid egészen 2021 őszéig azt nyilatkozta, hogy az esetet követően az Alkotmányvédelmi Hivatalhoz fordult, hiszen idegen titkosszolgálati akciót sejtettek az ügy mögött, azonban a sorozatos NER-médiatámadások eredményeképp 2021 októberében nyilvánosságra hozták, hogy már az első megkeresés után felvették a kapcsolatot az AH-val és az egész folyamat az ő közreműködésükkel zajlott le; a visszatekintés során felmerült, hogy nem kizárható, hogy a magyar kormányhoz közeli személyek bízták meg a Black Cube-ot, egy külföldi titkosszolgálatot azzal, hogy próbáljanak kompromittáló, a választási kampányban felhasználható adatokat gyűjteni magyar állampolgárokról, ami a magyar törvények szerint bűncselekmény.
2018 júliusában a Politico hírportálon tettek közzé egy írást, melyben megnevezik a Black Cube-ot, mint ezen tevékenység végrehajtóját. A cég úgy nyilatkozott ezzel kapcsolatban, hogy a tevékenységük politikamentes volt, csupán Soros György és egy meg nem nevezett ellenlábasa közti peres ügy tisztázása volt a cél. Álláspontjuk szerint a Fidesz csak kihasználta a nekik kedvező alkalmat, amikor az általuk szerzett adatokat felhasználta. A Black Cube soha nem erősítette meg, és nem is tagadta a cég munkájával kapcsolatos spekulaciókat, kizárólag azt hangsúlyozta, hogy üzleti motiváció állt a munkájuk hátterében. Black Cube hírszerzése során nem csak Magyarországgal kapcsolatos információkat gyűjtött, hanem Soros György ukrajnai és amerikai pénzügyi kapcsolatairól is.

## Vezetősége
A szervezet irányítási feladatait a tanácsadó testületi tagok látják el, a testület tagjai pedig többek között:
- Meir Dagan, a Moszad volt elnöke, a testület elnöke 2010–2012 között, halála után tiszteletbeli elnök;
- Efraim Halevy, a Moszad volt elnöke, és a volt vezetője az izraeli Nemzetbiztonsági Tanácsnak;
- Yohanan Danino, az izraeli rendőrség korábbi parancsnoka;
- Giora Eiland, az izraeli Nemzetbiztonsági Tanács egykori vezetője, és az IDF műveleti részlegének egykori vezetője;
- Asher Tishler, egyetemi tanár, és az IDF tanácsadója;
- Mati Leshem, nyugalmazott dandártábornok;
- Paul Reyniers, pénzügyi szakértő, a Price Waterhouse volt partnere;
- Itiel Maayan, a Microsoft ügyfélszolgálati vezetőségének tagja;
- Golan Malka, a NICE Systems korábbi marketing és üzletfejlesztési alelnöke.

## Fordítás
Ez a szócikk részben vagy egészben  a   Black Cube című angol Wikipédia-szócikk ezen változatának fordításán alapul.  Az eredeti cikk szerkesztőit annak laptörténete sorolja fel. Ez a jelzés csupán a megfogalmazás eredetét és a szerzői jogokat jelzi, nem szolgál a cikkben szereplő információk forrásmegjelöléseként.